# 92891 Bless
92891 Bless è un asteroide della fascia principale. Scoperto nel 2000, presenta un'orbita caratterizzata da un semiasse maggiore pari a 2,3084402 au e da un'eccentricità di 0,0691875, inclinata di 6,04896° rispetto all'eclittica.
L'asteroide è dedicato all'astronomo statunitense Robert C. Bless.